# Ruy López Dávalos
Ruy López Dávalos (Úbeda, 1357 – Valencia, 6 gennaio 1428) è stato un politico e militare spagnolo Secondo conte di Ribadeo, occupò le cariche di connestabile di Castiglia e di adelantado mayor di Murcia. Già favorito dei re Enrico III e Giovanni II di Castiglia, il suo appoggio all'infante Enrico d'Aragona e il successivo coinvolgimento nel golpe di Tordesillas determinarono la sua caduta in disgrazia nel 1422. Privato delle sue cariche e sanzionato con la confisca delle proprietà, morì in esilio a Valencia avendo trovato rifugio presso la corte di Alfonso V d'Aragona.

## Biografia
Appartenente alla famiglia d'Avalos, Ruy López Dávalos era discendente di Lope Fernandez Davalos, giunto in Castiglia durante il regno Ferdinando IV di Castiglia. Lope Fernandez risulta essere stato alcaide di Ubeda nel 1334. Lope Fernandez sposò una donna della Casa degli Haro, all'epoca titolari della Signoria di Biscaglia; da questo matrimonio nacque Ruy López Dávalos detto el Viejo (il Vecchio, per distinguerlo dal nipote oggetto di questa voce). Quest'ultimo fu il padre di Diego López Dávalos e di Pedro López Davalos (che sarebbe divenuto alcaide di Quesada). Il padre di Ruy, Diego López, era un rinomato militare, distintosi dell'assedio di Algeciras del 1344 e risultava essere nel 1379 alcaide dei Reales Alcázares de Úbeda. Sposò Catalina de Mendoza y Mendoza, figlia di Fernán Díaz de Mendoza (alcaide del castello di  Arjona) e di Isabel de Mendoza y Sotomayor. Ruy López Dávalos nacque nel 1357 a Úbeda, venendo presto avviato al mestiere delle armi. Nel corso di una spedizione condotta contro il sultanato di Granada agli ordini dello zio Pedro López Dávalos, Ruy venne fatto prigioniero, rimanendo in cattività a Granada per alcuni mesi nel 1379. La guerra in Portogallo gli consentì di passare al servizio diretto di Giovanni I di Castiglia; Ruy si distinse nella difesa di Benavente in seguito all'assedio posto nel 1387 dalle forze anglo-portoghesi guidate da Giovanni Plantageneto, I duca di Lancaster, pretendente al trono di Castiglia. Ben presto guadagnò il prestigioso incarico di camarero del principe delle Asturie, ovvero il futuro Enrico III di Castiglia. 
Venne nominato adelantado mayor di Murcia nel 1396 e connestabile di Castiglia nel 1400. Fu inoltre valido e camarero mayor di Enrico III di Castiglia. All'apice del suo potere Ruy López Dávalos deteneva i feudi di Arenas de San Pedro, Colmenar de las Ferrerías de Ávila, La Torre de Esteban Hambrán, Jódar, Castillo de Bayuela e Arcos de la Frontera. Il 2 maggio del 1401 egli acquisì inoltre il titolo di conte di Ribadeo da Pierre le Bègue de Villaines. Il Dávalos edificò il castello di Arenas de San Pedro tra il 1400 e il 1420 e un palazzo a Úbeda in seguito demolito con la sua caduta in disgrazia. Sul medesimo terreno sarebbe stato costruito nel XVI secolo da Andrés Davalos de la Cueva la Casa de las Torres.
Durante la minore età di Giovanni II di Castiglia Ruy López Dávalos fu un fidato sostenitore del reggente Ferdinando d'Antequera, in seguito asceso al trono aragonese. Il Dávalos fu successivamente sostenitore di Enrico d'Aragona, parte perdente nelle contese dinastiche durante il regno di Giovanni II di Castiglia (1406-1454). Ruy López Dávalos infatti appoggiò il cosiddetto golpe di Tordesillas, avvenuto nel luglio del 1420, che si prefiggeva di prendere in ostaggio il quattordicenne Giovanni II. Nonostante l'iniziale successo dell'operazione, la pronta risposta delle forze fedeli a Giovanni determinò tuttavia il suo fallimento. Giovanni preso prigioniero e condotto a Talavera riuscì di evadere dalla prigionia nel novembre del 1420 grazie all'intervento di Álvaro de Luna e delle forze a lui fedeli, rifugiandosi nel castello di Puebla de Montalbán. Il castello venne posto sotto assedio da Enrico, il quale tuttavia desistette in seguito alla notizia dell'approssimarsi delle forze guidate dal fratello e rivale Giovanni II d'Aragona, sostenitore di Giovanni II di Castiglia. Nel 1422 il Dávalos venne privato della sua carica di connestabile che venne data a Álvaro de Luna, braccio destro di Giovanni II e comandante delle forze che avevano liberato Giovanni dalla sua prigionia. Sempre su istigazione del de Luna il Dávalos venne inoltre falsamente accusato nel 1422 di aver complottato con il sultano di Granada. Mandato in esilio morì a Valencia il 6 gennaio del 1428, sotto la protezione del re Alfonso V d'Aragona.

## Matrimoni e discendenza
Ruy López Dávalos contrasse tre matrimoni, con numerosa discendenza in Spagna e in Italia.
Da questi matrimoni ebbe dieci figli che raggiunsero l'età adulta.
Dal matrimonio con la prima moglie, Maria Gutierrez de Fontecha, ebbe due maschi ed una femmina: 
- Pedro López Dávalos: fu signore di Arjona e di Higuera, sposò Maria de Orozco Figueroa, figlia di Lorenzo I Suárez de Figueroa.[3]
- Diego Lopez Dávalos: signore di Arenas e di Colmenar, sposò Leonor de Ajala, figlia di Pedro López de Ayala y Guzmán signore di Fuensalida  e di Elvira de Castañeda.[4][3]
- Maria Dávalos.

Il secondo matrimonio fu con Elvira de Guevara, dalla quale ebbe due maschi e due femmine: 
- Beltran López Dávalos y Guevara (erroneamente ritenuto essere, dall'Imhoff e da altre fonti, padre di Innico de Guevara, Conte di Potenza nel Regno di Napoli).[3]
- Mencía López Dávalos: prima moglie di Gabriel Fernández Manrique Conte di Osorno.[3]
- Costanza Dávalos: moglie di Luis Maza de Lizana.[5]
- Hernándo López Dávalos: signore di Arcos, sposò Maria Carrillo y Palomeque, figlia di Alfonso Carrillo.[3]

L'ultimo matrimonio fu con Costanza de Tovar, dalla quale ebbe tre figli: 
- Íñigo Dávalos
- Alfonso Dávalos
- Rodrigo Dávalos: sposò Mencia Carrillo.[3]

Dal terzo e ultimo matrimonio con Constanza de Tovar nacquero tre figli: Alfonso, Iñigo e Rodrigo, che giunsero nella penisola italiana al seguito del re Alfonso V d'Aragona, detto "il Magnanimo", asceso al trono di Napoli nel 1442, come Alfonso I di Napoli. Essi avrebbero dato vita al ramo italiano dei d'Avalos, tuttora esistente.